# DOZ Apotek
Doz Apotek, tidigare Lloyds Apotek och dessförinnan DocMorris, är en apotekskedja som funnits i Sverige sedan 2010.

## Bakgrund och historia
Doz Apotek drivs av Admenta Sweden AB som ägs av CEPD N.V. (Corporation of European Pharmaceutical Distributors N.V.),, ett av de ledande företagen på Europas läkemedelsmarknad och ett internationellt holdingbolag grundat 2008. Bolaget förvaltar den tredje största apotekskedjan i Europa med över 1 500 apotek i Polen, Litauen och Sverige och har huvudkontor i Amsterdam.
Apotekskedjan öppnade sitt första svenska apotek i Eskilstuna i februari 2010 under namnet DocMorris. Företaget driver 70 fysiska apotek (2023) runt om i Sverige och även e-handel med läkemedel och egenvårdsprodukter.
Efter att CEPD N.V. köpt apotekskedjan ändrades namnet till Doz Apotek i slutet av 2022, eftersom tidigare ägaren McKesson behöll rättigheterna till namnet Lloyds Apotek.